# Sanglier de Mindoro
Sus oliveri
Espèce
Statut de conservation UICN

 VU  : Vulnérable
Le Sanglier de Mindoro (Sus oliveri) est une espèce de mammifères de la famille des Suidae.

## Répartition
Sus oliveri est endémique aux Philippines, on le trouve uniquement sur l'île de Mindoro.

## Menace
Cette espèce est fortement chassée et devient extrêmement rare.

## Population
La population de sangliers de Mindoro n'est pas connue mais, étant fragmentée, elle est probablement en décroissance.

## Classification
Le nom valide complet (avec auteur) de ce taxon est Sus oliveri Groves, 1997.
Cette espèce a été initialement décrite comme étant une sous-espèce de Sus philippensis sous le protonyme Sus philippensis oliveri.

### Étymologie
Son épithète spécifique, oliveri, lui a été donnée en l'honneur du zoologiste britannique William L. R. Oliver (d) (1947-2014), dont plusieurs photos illustrent la publication originale et auteur de plusieurs publications sur les sangliers dont Pigs, Peccaries, and Hippos: Status Survey and Conservation Action Plan en 1993.

### Publication originale
- (en) Colin P. Groves, « Taxonomy of wild pigs (Sus) of the Philippines », Zoological Journal of the Linnean Society, Linnean Society of London et OUP, vol. 120, no 2,‎ juin 1997, p. 163-191 (ISSN 1096-3642 et 0024-4082, OCLC 01799617, DOI 10.1111/J.1096-3642.1997.TB01277.X).